# Hips Don't Lie
Hips Don't Lie è un singolo della cantante colombiana Shakira e del rapper haitiano Wyclef Jean, pubblicato il 10 febbraio 2006.
Nel giro di pochi mesi ha scalato le classifiche dei singoli più venduti in moltissimi paesi del mondo, saldandosi al primo posto in cinquanta nazioni differenti. In Italia Hips Don't Lie è stata al primo posto dei singoli più venduti in Italia per due settimane consecutive nella primavera 2006, rimanendo nella top 10 per più di 20 settimane. Il brano si è piazzato al 2º posto dei brani più venduti in Italia nel 2006, dietro a Svegliarsi la mattina degli Zero Assoluto e al 2º posto di quelli più scaricati nello stesso anno, dietro a One di Mary J. Blige con gli U2. La melodia del brano è campionata nel singolo Over You di Sharam Jey, Celestal e Moss Kena.

## Descrizione
Hips Don't Lie è un remake della canzone Dance Like This, brano dello stesso Jean del 2004, commissionato dalla Sony Music per dominare il mercato discografico della stagione 2006 a livello internazionale. È contenuta nell'edizione speciale del settimo album in studio di Shakira, Oral Fixation Vol. 2; il successo mondiale ottenuto dal brano ha fatto decollare le vendite dell'intero album, trainato inizialmente dal singolo Don't Bother. La stessa Shakira ha rivelato, sul suo sito ufficiale, che il brano è nato per una casualità mentre si trovava in vacanza, ed ha accettato di produrre la canzone con Jean e di aggiungerla in un secondo tempo all'album Oral Fixation Vol. 2.
Shakira ha eseguito dal vivo il brano insieme a Wyclef Jean prima della finale del Mondiali di calcio Germania 2006 all'Olympiastadion di Berlino la sera del 9 luglio 2006. La canzone è stata campionata nel singolo Over You di Sharam Jey, Celestal e Moss Kena.

## Informazioni sulla canzone
Mix tra pop latino (che ha portato Shakira alla fama mondiale), e delle influenze caraibiche di Wyclef, con tracce di hip hop e basato su un riff di tromba campionato dalla canzone Amores Como El Nuestro del cantante Jerry Rivera (peraltro già contenuto in Dance Like This), Hips Don't Lie si è rivelata una delle canzoni di maggior successo in assoluto nella storia della musica moderna. Basti pensare che l'Oral Fixation Vol. 2, secondo album in lingua inglese di Shakira, uscito nel 2005, con la riedizione del 28 marzo 2006 balzò dal 98º al 6º posto nella classifica Billboard statunitense, uno dei tanti record imbattuti segnati dal pezzo, che si confermò inoltre il più scaricato in assoluto su Internet, e il secondo maggiore successo discografico planetario.
Hips Don't Lie, che pure fu eseguito in due popolarissimi show televisivi statunitensi, non ebbe una grande campagna promozionale, ma si è guadagnato il successo grazie soprattutto alle radio, che lo trasmisero frequentemente, da fare passare il pezzo dall'84º piazzamento di debutto nella Billboard Hot 100, al 9º posto. In seguito e non prima di questi risultati, Hips Don't Lie cominciò ad essere cantata nei programmi più celebri della tv degli USA, come American Idol, guadagnandosi definitivamente il titolo di tormentone dell'estate 2006, consacrato altresì dal successo riscosso dal video, dai numerosi riconoscimenti insigniti a Shakira e Wyclef ma soprattutto dall'estremo livello di popolarità raggiunto dalla canzone, che batté ogni record come brano più scaricato perfino su iTunes.

### Riferimenti
La frase presente nel testo del brano "Mira en Barranquilla se baila asì, say it!" (Guarda, a Barranquilla si balla così, dillo!) è un riferimento al carnevale della città di Barranquilla, città natale di Shakira, in Colombia.

## Video musicale
Il video musicale è stato girato in ottobre 2005. negli studi californiani di Los Angeles da Sophie Muller in seguito al grande successo conseguito nelle radio di tutto il mondo dalla canzone, rappresenta il coloratissimo carnevale di Barranquilla, la città colombiana che ha dato i natali alla stessa Shakira, e dove si festeggia un carnevale abbastanza rinomato e implicitamente citato nel pezzo stesso con la frase Mira en Barranquilla se baila asì (Guarda, a Barranquilla si balla così).
Shakira, che si presenta vestita in vari modi come se si sdoppiasse, è prodiga nel video degli ancheggiamenti che l'hanno resa famosa anche come show girl e cui allude il titolo stesso della canzone, che tradotto significa proprio I fianchi non mentono.
Il video ha ottenuto la certificazione Vevo e ad oggi conta più di 1 miliardo di visualizzazioni.

## Tracce
- CD Single (Versione Europea)

1. Hips Don't Lie (Versione Album) - 3:41 - (Alfanno, O./Duplessis, J./Wyclef Jean/Jean, W./L. Parker/Shakira)
2. Dreams for Plans - 4:03 - (Shakira/Buckley, Brendan)

- CD Maxi-Single (Versione Nordamericana)

1. Hips Don't Lie - 3:41 - (feat. Wyclef Jean) (Alfanno, O./Duplessis, J./Wyclef Jean/Jean, W./L. Parker/Shakira)
2. Dreams for Plans - 4:04 - (Shakira/Buckley, Brendan)
3. Hips Don't Lie (Wyclef Mix Show Mix) - 3:55 - (feat. Wyclef Jean) (Alfanno, O./Duplessis, J./Wyclef Jean/Jean, W./L. Parker/Shakira)
4. Hips Don't Lie (Video) - 3:37 - (feat. Wyclef Jean)

- CD Maxi-Single (Versione Giapponese)

1. Hips Don't Lie - 3:41 - (feat. Wyclef Jean) (Alfanno, O./Duplessis, J./Wyclef Jean/Jean, W./L. Parker/Shakira)
2. Hips Don't Lie/ Bamboo (2006 FIFA World Cup TM Mix) - 3:37 - (feat. Wyclef Jean) (Alfanno, O./Duplessis, J./Wyclef Jean/Jean, W./L. Parker/Shakira)
3. Será, Será / Las Caderas No Mienten (Hips Don't Lie En Español) - 3:39 - (feat. Wyclef Jean)

## Successo commerciale
Hips Don't Lie è entrato nelle top ten di quasi tutto il mondo, imponendosi al primo posto in classifica in oltre 55 Paesi. La canzone ha inoltre fatto registrare vendite da record dando un'impressionante spinta al successo alla riedizione dell'album Oral Fixation Vol. 2. Inoltre Yahoo ha stilato una lista dei singoli più venduti e scaricati degli ultimi dieci anni (2000 - 2010), e Hips Don't Lie compare al primo posto, superando artisti come Madonna, Katy Perry, Lady Gaga, Pink, Rihanna, Britney Spears ed Eminem e vendendo oltre 16.000.000 di copie nel mondo.
Nei primi sei mesi del 2012, ha venduto negli Stati Uniti 116.000 copie, e dal 2013 ad oggi ha venduto altre 300.000 copie.

## Classifiche
| Classifica (2006-24)       | Posizione massima |
| -------------------------- | ----------------- |
| Australia                  | 1                 |
| Austria                    | 2                 |
| Belgio                     | 1                 |
| Canada                     | 2                 |
| Danimarca                  | 4                 |
| Paesi Bassi                | 1                 |
| Europa                     | 1                 |
| Finlandia                  | 2                 |
| Francia                    | 1                 |
| Germania                   | 1                 |
| Irlanda                    | 1                 |
| Italia                     | 1                 |
| Giappone                   | 1                 |
| Nuova Zelanda              | 1                 |
| Norvegia                   | 2                 |
| Panama                     | 194               |
| Portogallo                 | 7                 |
| Svezia                     | 45                |
| Svizzera                   | 1                 |
| Regno Unito                | 1                 |
| U.S. Billboard Hot 100     | 1                 |
| U.S. Billboard Pop 100     | 1                 |
| U.S. Billboard Latin Songs | 1                 |

### Classifiche di fine anno
| Classifica (2006) | Posizione |
| ----------------- | --------- |
| Australia         | 3         |
| Austria           | 3         |
| Belgio (Friande)  | 5         |
| Belgio (Vallonia) | 1         |
| Francia           | 13        |
| Germania          | 3         |
| Irlanda           | 2         |
| Italia            | 3         |
| Nuova Zelanda     | 4         |
| Paesi Bassi       | 3         |
| Regno Unito       | 3         |
| Romania           | 1         |
| Svizzera          | 1         |